# Erik Robert Lindahl
Erik Robert Lindahl (n. 21 noiembrie 1891, Stockholm, Suedia - d. 6 ianuarie 1960, Uppsala, Suedia) a fost un economist suedez și membru al Școlii din Stockholm.

## Viața
În anul 1919 Lindahl a propus o modalitate de finanțare a bunurilor publice care se aseamănă foarte mult unei soluții caracteristice pieței. Prețurile exprimate pentru diferiții consumatori, cu ajutorul acestei modalități sunt denumite prețuri Lindahl.
Între anii 1942 și 1960 a fost profesor la Universitățile din Lund, Göteborg și Uppsala.

## Opera
- 1919 Die Gerechtigkeit der Besteuerung (Echitatea taxării)
- 1929 The Place of Capital in the Theory of Price in: Ekonomisk Tidskrift.
- 1930 Methods of Monetary Policy
- 1933 The Concept of Incomein: Essays in Honor of Gustav Cassel.
- 1934 A Note on the Dynamic Pricing Problem
- 1935 The Problem of Balancing the Budget in: Ekon Tidsk.
- 1939 Studies in the Theory of Money and Capital (Studii despre teoria banilor și a capitalului)
- 1942 Metodfragor inom den dynamiska teorien in: Ekon Tidsk.
- 1943 Sweden's Monetary Policy and Tax Policy After the Warin: Ekon Tidsk.
- 1948 Some Aspects of the Inflation Problem in: Nationalok Tidsk.
- 1954 On Keynes's Economic System in: Economic Record.
- 1957 Basic Concept of National Accounting in: IER.